# 14e étape du Tour de France 2006
La 14e étape du Tour de France 2006 s'est déroulée le 16 juillet entre Montélimar et Gap sur une distance de 180,5 km.

## Profil de l'étape
Il s'agit de la 14e étape de ce Tour 2006.
- 4 ascensions

1. La côte du Bois-de-Salles (5,1 km à 4,2 %, 3e catégorie) à 444 m d'altitude au km 14 ;
2. Le col de Peyruergue (5,5 km à 4,8 %, 3e catégorie) à 820 m d'altitude au km 72,5 ;
3. Le col de Perty (8,8 km à 5,1 %, 2e catégorie) à 1303 m d'altitude au km 97 ;
4. Le col de la Sentinelle (5,2 km à 5 %, 2e catégorie) à 981 m d'altitude au km 171.

- 2 sprints de bonifications

1. Au kilomètre 50, à La Bonté ;
2. Au kilomètre 160,5, à La Plaine.

## Récit
Cette étape a été remportée par Pierrick Fédrigo devant Salvatore Commesso.

Partis dans une échappée à six (Matthias Kessler, Pierrick Fédrigo, Salvatore Commesso, Mario Aerts, David Cañada et Rik Verbrugghe), réduit ensuite à 3 après la chute de Matthias Kessler, David Cañada et Rik Verbrugghe, les 2 hommes ont ensuite lâché Mario Aerts dans le col de la Sentinelle. Ils arrivent finalement avec quelques secondes d'avance à Gap, et c'est Pierrick Fédrigo qui remporte le sprint.

## Classement de l'étape
| \| 1. \| Pierrick Fédrigo \| France \| en \| 4 h 14 min 23 s \| \| 2. \| Salvatore Commesso \| Italie \| + \| m.t \| \| 3. \| Christian Vande Velde \| États-Unis \| \| 3 s \| \| 4. \| Christophe Moreau \| France \| \| 7 s \| \| 5. \| Georg Totschnig \| Autriche \| \| m.t. \| \| 6. \| Stefano Garzelli \| Italie \| \| m.t. \| \| DSQ \| Michael Boogerd[1] \| Pays-Bas \| \| m.t. \| \| 8. \| Cristian Moreni \| Italie \| \| m.t. \| \| DSQ \| George Hincapie[n 1] \| États-Unis \| \| m.t. \| \| 10. \| Cadel Evans \| Australie \| \| m.t. \| |                       |            |    |                 |
| 1. | Pierrick Fédrigo      | France     | en | 4 h 14 min 23 s |
| 2. | Salvatore Commesso    | Italie     | +  | m.t             |
| 3. | Christian Vande Velde | États-Unis |    | 3 s             |
| 4. | Christophe Moreau     | France     |    | 7 s             |
| 5. | Georg Totschnig       | Autriche   |    | m.t.            |
| 6. | Stefano Garzelli      | Italie     |    | m.t.            |
| DSQ | Michael Boogerd       | Pays-Bas   |    | m.t.            |
| 8. | Cristian Moreni       | Italie     |    | m.t.            |
| DSQ | George Hincapie       | États-Unis |    | m.t.            |
| 10. | Cadel Evans           | Australie  |    | m.t.            |

- Prix de la combativité : Salvatore Commesso  Italie

## Classement général
| \| 1. \| Óscar Pereiro \| Espagne \| en \| 64 h 05 min 04 s \| \| DSQ \| Floyd Landis \| États-Unis \| + \| 1 min 29 s \| \| 2. \| Cyril Dessel \| France \| \| 1 min 37 s \| \| 3. \| Denis Menchov \| Russie \| \| 2 min 30 s \| \| 4. \| Cadel Evans \| Australie \| \| 2 min 46 s \| \| 5. \| Carlos Sastre \| Espagne \| \| 3 min 21 s \| \| 6. \| Andreas Klöden \| Allemagne \| \| 3 min 58 s \| \| 7. \| Michael Rogers \| Australie \| \| 4 min 51 s \| \| 8. \| Juan Miguel Mercado \| Espagne \| \| 5 min 02 s \| \| 9. \| Christophe Moreau \| France \| \| 5 min 13 s \| \| 10. \| Yaroslav Popovych \| Ukraine \| \| 5 min 44 s \| |                     |            |    |                  |
| 1. | Óscar Pereiro       | Espagne    | en | 64 h 05 min 04 s |
| DSQ | Floyd Landis        | États-Unis | +  | 1 min 29 s       |
| 2. | Cyril Dessel        | France     |    | 1 min 37 s       |
| 3. | Denis Menchov       | Russie     |    | 2 min 30 s       |
| 4. | Cadel Evans         | Australie  |    | 2 min 46 s       |
| 5. | Carlos Sastre       | Espagne    |    | 3 min 21 s       |
| 6. | Andreas Klöden      | Allemagne  |    | 3 min 58 s       |
| 7. | Michael Rogers      | Australie  |    | 4 min 51 s       |
| 8. | Juan Miguel Mercado | Espagne    |    | 5 min 02 s       |
| 9. | Christophe Moreau   | France     |    | 5 min 13 s       |
| 10. | Yaroslav Popovych   | Ukraine    |    | 5 min 44 s       |

## Classements annexes
| Classement     | Coureur                    | Total             |
| -------------- | -------------------------- | ----------------- |
| points         | Robbie McEwen Australie    | 252 pts           |
| montagne       | David de la Fuente Espagne | 80 pts            |
| meilleur jeune | Markus Fothen Allemagne    | 64 h 10 min 50 s  |
| équipe         | Team CSC Danemark          | 192 h 07 min 16 s |

## Sprint intermédiaires
1. Sprint intermédiaire de La Bonté (50 km)
| Premier   | Mario Aerts Belgique    | 6 pts et 6 s |
| Second    | Pierrick Fédrigo France | 4 pts et 4 s |
| Troisième | Egoi Martínez Espagne   | 2 pts et 2 s |

2. Sprint intermédiaire de La Plaine (160,5 km)
| Premier   | Salvatore Commesso Italie | 6 pts et 6 s |
| Second    | Pierrick Fédrigo France   | 4 pts et 4 s |
| Troisième | Mario Aerts Belgique      | 2 pts et 2 s |

## Ascensions
Côte du Bois-de-Salles, Catégorie 3 (14 km)
| Premier   | Michael Boogerd Pays-Bas | 4 pts |
| Second    | Eddy Mazzoleni Italie    | 3 pts |
| Troisième | José Rujano Venezuela    | 2 pts |
| Quatrième | Stéphane Goubert France  | 1 pts |

Col de Peyruergue, Catégorie 3 (72,5 km)
| Premier   | Salvatore Commesso Italie  | 4 pts |
| Second    | Mario Aerts Belgique       | 3 pts |
| Troisième | Matthias Kessler Allemagne | 2 pts |
| Quatrième | Pierrick Fédrigo France    | 1 pts |

Col de Perty, Catégorie 2 (97 km)
| Premier   | David Cañada Espagne       | 10 pts |
| Second    | Mario Aerts Belgique       | 9 pts  |
| Troisième | Pierrick Fédrigo France    | 8 pts  |
| Quatrième | Salvatore Commesso Italie  | 7 pts  |
| Cinquième | Matthias Kessler Allemagne | 6 pts  |
| Sixième   | Rik Verbrugghe Belgique    | 5 pts  |

Col de la Sentinelle∗, Catégorie 2 (171 km)
| Premier   | Salvatore Commesso Italie  | 20 pts |
| Second    | Pierrick Fédrigo France    | 18 pts |
| Troisième | Michael Boogerd Pays-Bas   | 16 pts |
| Quatrième | Fränk Schleck Luxembourg   | 14 pts |
| Cinquième | Michael Rasmussen Danemark | 12 pts |
| Sixième   | Haimar Zubeldia Espagne    | 10 pts |

∗Les points attribués dans ces cols hors catégorie, 1re et 2e catégorie sont doublés lorsqu’il s’agit du dernier col de l’étape.